# Siegfried Fisi'ihoi
Pas d'image ? Cliquez ici

a Compétitions nationales et continentales officielles uniquement.

b Matchs officiels uniquement.
Dernière mise à jour le 22 avril 2025.
Siegfried "Ziggy" Fisi'ihoi, né le 8 juin 1987 à Vava'u (Tonga), est un joueur de rugby à XV international tongien évoluant au poste de pilier au sein du RC Massy. Il mesure 1,84 m pour 125 kg.

## Biographie
Né aux Tonga, Siegfried Fisi'ihoi émigre aux Tonga à l'adolescence pour suivre sa scolarité au lycée de Rotorua. Il reste ensuite dans la région de Bay of Plenty où il joue au rugby en amateur à son poste de formation : troisième ligne centre. Il joue également avec l'équipe "Development" de la province de Bay of Plenty,. Cependant, en 2010, il est expulsé vers les Tonga après avoir été arrêté pour une infraction mineure, et que la police se soit rendu compte qu'il avait dépassé la durée de son visa,. Il est autorisé à revenir en Nouvelle-Zélande l'année suivante, en faveur du fait qu'il ait une compagne néo-zélandaise, avec qui il a eu un fils. Il devient citoyen néo-zélandais dans la foulée, grâce à son mariage.

## Carrière

### En club
Après son retour sur le territoire néo-zélandais en 2011, Siegfried Fisi'ihoi commence sa carrière avec la province d'East Coast en Heartland Championship (deuxième division du championnat provincial), avec qui il joue entre 2012 et 2013. Il remporte la Meads Cup lors de l'édition 2012, marquant au passage un essai lors de la finale opposant son équipe à Wanganui,.
Repéré après de bonnes performances, il est repéré en 2013 par la province de Hawke's Bay qui évolue en National Provincial Championship (NPC), mais il ne peut finalement pas rejoindre l'équipe après une blessure au cou,.
Il devient finalement professionnel en rejoignant en 2014 la province de Bay of Plenty en NPC,. Il se reconvertit dans la foulée du poste de troisième ligne centre à celui de pilier. Il joue son premier match professionnel contre l'équipe de Southland le 15 août 2014, marquant également son premier essai.
En 2016, après deux bonnes saisons de NPC, il est sélectionné dans le groupe de développement (groupe élargi) de la franchise des Chiefs évoluant en Super Rugby,. Profitant des blessures de Nepo Laulala et Pauliasi Manu (en), il fait ses débuts le 26 mars 2016 contre la Western Force à Hamilton. Lors de cette première saison, il dispute neuf matchs, tous en tant que remplaçant.
Pour la saison 2017 de Super Rugby, Fisiihoi est conservé dans l'effectif des Chiefs, décrochant cette fois un plein contrat. Il est davantage utilisé lors de cette seconde saison, disputant treize matchs dont deux titularisations,.
En septembre 2017, alors qu'il entame sa quatrième saison avec Bay of Plenty, il rejoint le club parisien du Stade français en Top 14, où il signe en tant que "joker Équipe de France" jusqu'en janvier 2018,. Il joue son premier match de championnat peu de temps après, contre le Stade toulousain le 16 septembre 2017,. En janvier 2018, il quitte le club parisien et rejoint jusqu'à la fin de saison le club allemand d'Heidelberger RK en Bundesliga.
Il signe un nouveau contrat avec le club parisien à partir de la saison 2018-2019 pour une durée d'un an.
Il s'engage avec la Section paloise à partir de la saison 2019-2020 pour une durée de trois saisons. Il s'impose dès sa première saison comme un joueur cadre du pack palois,. En octobre 2021, alors qu'il est toujours performant malgré ses 34 ans, il prolonge son contrat pour deux saisons supplémentaires, soit jusqu'en 2024,. Il quitte le club en juin 2024, après cinq saisons disputées.
En juillet 2024, il signe un contrat d'une saison, plus une seconde en option, avec le RC Massy en Nationale,.

### En équipe nationale
Siegfried Fisi'ihoi est sélectionné pour la première fois avec l'équipe des Tonga en juin 2017, dans le cadre de la Pacific Nations Cup. Il obtient sa première cape internationale le 1er juillet 2017 à l'occasion d'un match contre l'équipe des Samoa à Nuku'alofa.
En 2019, il est retenu dans le groupe tongien pour disputer la Coupe du monde au Japon. Il dispute quatre matchs dans cette compétition, contre l'Angleterre, l'Argentine, la France et les États-Unis.
En juin 2023, il est sélectionné au sein du groupe tongien retenu pour préparer la Coupe du monde 2023 en France. Il est ensuite retenu au sein du groupe définitif pour le Mondial français le 21 août 2023. Il joue les quatre matchs de son équipe lors de la compétition, tous en tant que titulaire.

## Palmarès

### En club
Néant

### En équipe nationale
- 25 sélections avec les Tonga depuis 2017.
- 15 points (3 essais).

- Participation à la Coupe du monde en 2019 (4 matchs) et en 2023 (4 matchs).